# Frasdorf
Frasdorf – miejscowość i gmina w Niemczech, w kraju związkowym Bawaria, w rejencji Górna Bawaria, w regionie Südostoberbayern, w powiecie Rosenheim. Leży około 15 km na południowy wschód od Rosenheimu, przy autostradzie A8.

## Demografia
Dane o ludności z 31 grudnia 2008:
| Opis                                | Ogółem | Ogółem | Kobiety | Kobiety | Mężczyźni | Mężczyźni |
| ----------------------------------- | ------ | ------ | ------- | ------- | --------- | --------- |
| Jednostka                           | osób   | %      | osób    | %       | osób      | %         |
| Populacja                           | 2988   | 100    | 1486    | 49,73   | 1502      | 50,27     |
| Wiek przedprodukcyjny (0–17 lat)    | 606    | 20,28  | 281     | 9,4     | 325       | 10,88     |
| Wiek produkcyjny (18–65 lat)        | 1880   | 62,92  | 933     | 31,22   | 947       | 31,69     |
| Wiek poprodukcyjny (powyżej 65 lat) | 502    | 16,8   | 272     | 9,1     | 230       | 7,7       |

## Polityka
Wójtem gminy jest Marianne Steindlmüller z CSU, wcześniej urząd ten pełnił Benno Voggenauer, rada gminy składa się z 14 osób.
|      | CSU | FWG | FWW | FWGU | Razem |
| 2008 | 4   | 5   | 3   | 2    | 14    |
| 2002 | 5   | 4   | 3   | 2    | 14    |